# Short SB.5
Die Short SB.5 war ein Experimentalflugzeug des britischen Herstellers Short Brothers. Es entstand aufgrund der Ausschreibung ER.100 des Air Ministry, um durch den Einsatz unterschiedlicher Tragflächenpfeilungswinkel neue Erkenntnisse zu den Langsamflugeigenschaften des geplanten Überschalljagdflugzeugs English Electric Lightning zu gewinnen. Das einzige gebaute Exemplar trug die RAF-Seriennummer WG768.

## Konstruktion und Entwicklung
Ein technischer Streit zwischen dem Royal Aircraft Establishment und der English Electric Company (EWG) über die optimale Konfiguration für das geplante Überschall-Kampfflugzeug bildete die Grundlage für den Bau der Short SB.5. Eine einsitzige Forschungsmaschine mit Mittelrumpfflügel wurde gebaut, um die möglichen Konfigurationen im niedrigen Geschwindigkeitsbereich zu untersuchen. Die gleiche Grundkonfiguration des P.1 wurde in eine einfachere Flugzeugzelle mit starrem Fahrwerk eingebaut. Da die SB.5 für Tests im Niedriggeschwindigkeitsbereich vorgesehen war, gab es keine Anforderung für ein einziehbares Fahrwerk.
Der Auftrag wurde am 2. August 1950 an die Short Brothers und Harland Ltd von Belfast vergeben. Die Maschine wurde entwickelt, um drei verschiedene Tragflächenpfeilungswinkel (50°, 60° und 69°) zu testen. Der Umbau der Tragflächen auf einen anderen Pfeilungswinkel und die Änderung der Leitwerkskonfiguration musste im Herstellerwerk erfolgen. Zwei verschiedene Leitwerkspositionen, (a) niedrig am hinteren Rumpf und (b) auf der Oberseite des Seitenleitwerkes, wurden getestet. Dazu wurden zwei völlig verschiedene hintere Rumpfteile mit Leitwerk gebaut. Der komplette hintere Rumpf, direkt nach dem Triebwerk, war abnehmbar und zwei alternative hintere Rumpfteile standen zur Verfügung, eines mit dem Höhenleitwerk auf dem Seitenleitwerk und das andere mit dem Höhenleitwerk unter dem Rumpf. Der Einstellwinkel der Flosse des Höhenleitwerks war im Flug elektrisch verstellbar.
Die Tragflächen hatten einen Leichtmetall-Kastenholm, worauf über die Spannweite Stringer aufgenietet waren. Die Beplankung bestand ebenfalls aus Leichtmetall. Lediglich die Tragflächenvorder- und -hinterkanten waren aus Sperrholz gefertigt, da diese beim Tragflächenumbau jeweils neu angefertigt werden mussten. Zwei im Umfang 6,1 m Bremsschirme und ein 6,1 m großer Anti-Spinfallschirm waren im hinteren Rumpf über dem Strahlrohr untergebracht.
Es gab vor der Short SB.5 keine praktischen Erfahrungen mit Flügeln dieser Pfeilung. Die SB.5 wurde entwickelt, um in einem schrittweisen Vorgehen diese Konfiguration zu prüfen, zunächst mit 50° Pfeilung vor der Konvertierung auf 60°. Um den Nutzen als Forschungsflugzeug zu erhöhen, war es in der Lage, mit 69°-Flügelpfeilung zu fliegen.

## Geschichte

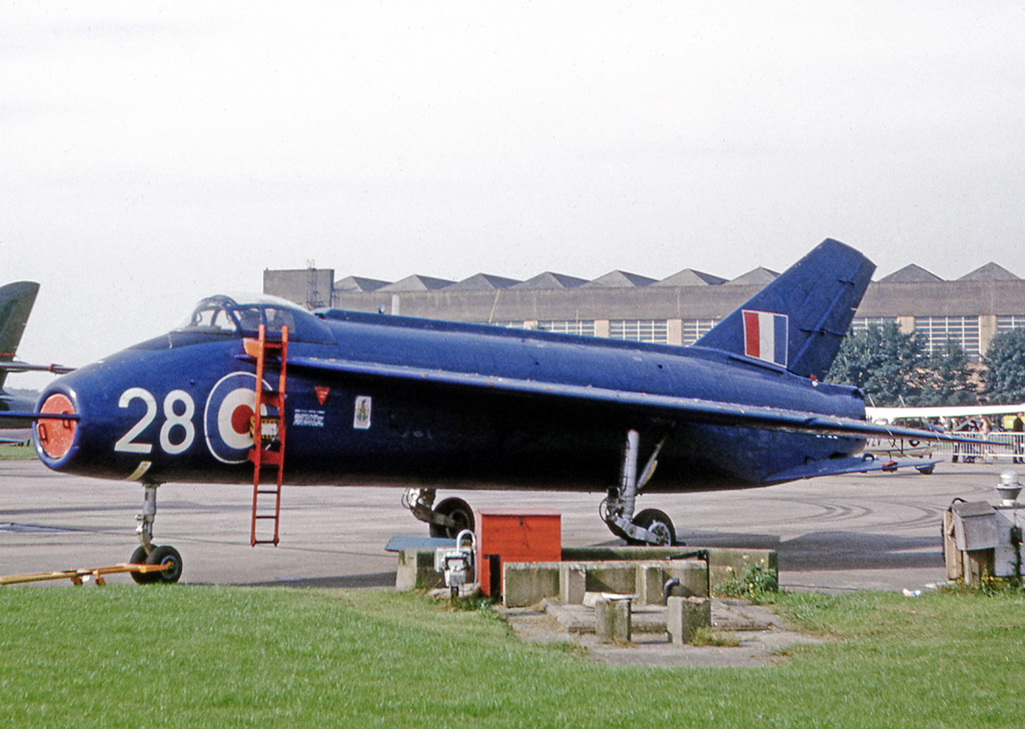
Short SB.5, '28' code der Empire Test Pilots’ School, RAE Farnborough, 1969

Flugtests wurden mit zunehmendem Grad der Pfeilung und mit dem Höhenleitwerk in beiden möglichen Positionen durchgeführt:
Der erste Flug mit 50° wurde von Boscombe Down vom Chief Test Pilot von Shorts, Tom Brooke-Smith am 2. Dezember 1952 gemacht. Im Jahr 1953 gab er an der Society of British Aircraft Constructors Air Display in Farnborough eine eindrucksvolle Vorstellung von Wendigkeit und Geschwindigkeit der SB.5.
Im Juli 1953 wurden die ersten Testflüge mit dem Flügel der mittleren Pfeilung von 60° und mit T-Leitwerk durchgeführt. Tests mit der unteren Höhenleitwerksposition begannen im Januar 1954, so dass deren Auswertung noch vor dem ersten Flug des P.1 zur Verfügung standen. Es wurde schließlich festgestellt, dass die Konfiguration mit T-Leitwerk unbefriedigend war.
Tests mit der 60°-Pfeilung wurden im April 1958 abgeschlossen.
Vor der Erprobung der endgültigen Flügelpfeilungskonfiguration mit 69° wurde zum ersten Mal ein Martin-Baker-Schleudersitz eingebaut und das Rolls-Royce Derwent durch ein Bristol Orpheus mit größerem Schub ersetzt. Der erste Flug wurde von Denis Tayler am 18. Oktober 1960 auf der RAE Bedford gemacht. Dies war zu dem Zeitpunkt der höchste Grad der Flügelpfeilung der Welt.
Die mit der SB.5 gewonnenen Erfahrungen hinsichtlich Flügelpfeilung und Höhenleitwerkskonfiguration flossen in die praktische Erprobung der P.1, der English Electric Lightning, ein. Nach mehr als elf Monaten wurden die Tests mit 50° und 60° Pfeilung und T-Leitwerk abgeschlossen. Im Januar 1954 wurde das Heck mit dem tiefliegenden Höhenleitwerk montiert und weitere zwei Jahre getestet. Dies bewies, dass die EEC-Konfiguration richtig war.
Nach Abschluss seiner Testprogramme kam die SB.5 1967 zur Empire Test Pilots’ School (ETPS) in Farnborough, wie die ETPS 25th Anniversary Broschüre 1968 belegt. Die Empire Test Pilots’ Schule flog die Maschine, um den Piloten Erfahrung in der Flugerprobung „schlanker“ Flugzeuge zu geben.
Die SB.5 ist im Royal Air Force Museum, Cosford in Shropshire (mit seinen beiden Heckteilen) ausgestellt.

## Technische Daten

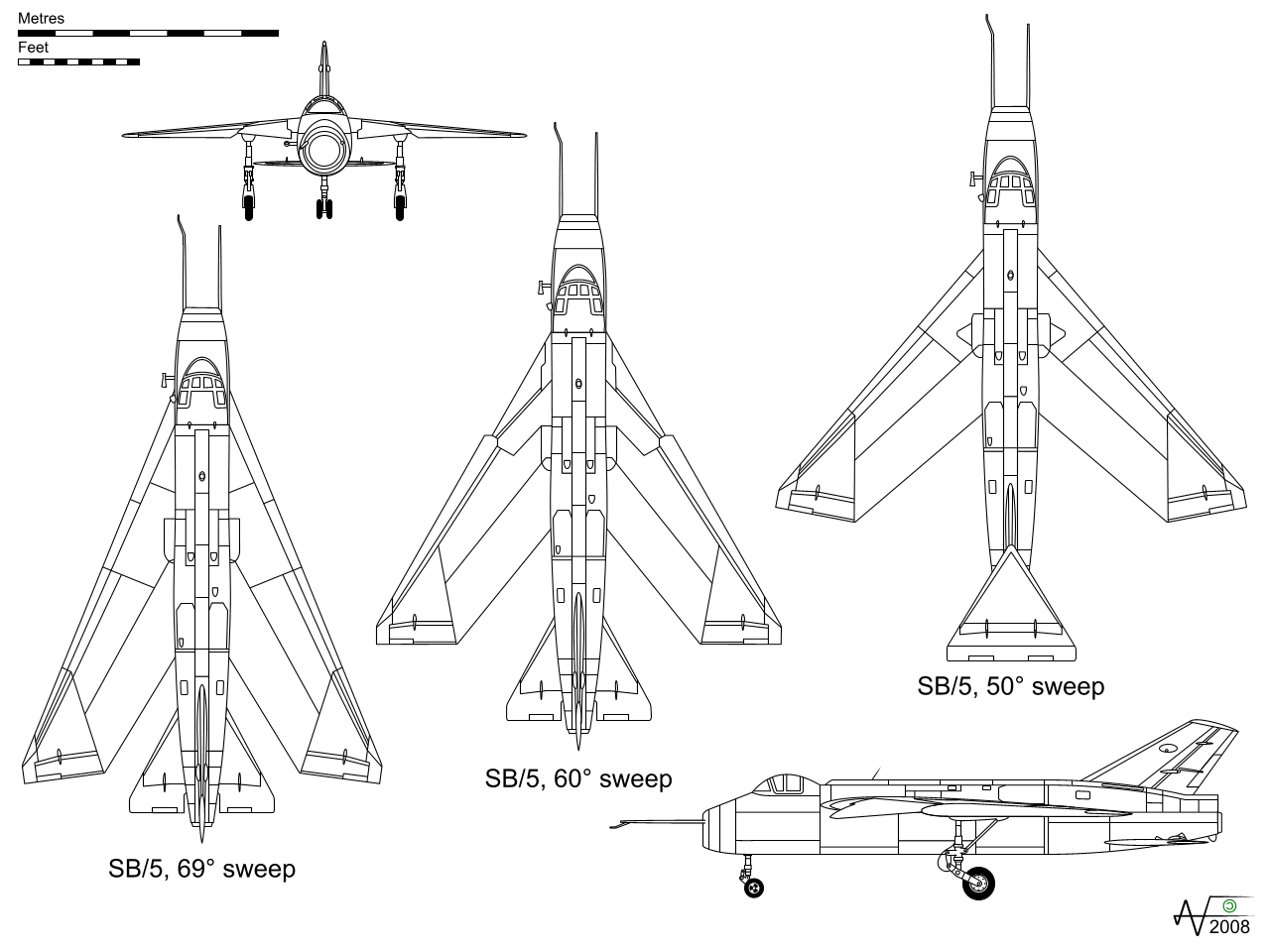
SB.5 mit 69°, 60° und 55° Pfeilung (von links)

Konfiguration von 1952 mit 55°-Pfeilung und T-Leitwerk
| Kenngröße             | Daten                                                    |
| --------------------- | -------------------------------------------------------- |
| Besatzung             | 1                                                        |
| Länge                 | 13,94 m                                                  |
| Spannweite            | 10,9 m                                                   |
| Höhe                  | 5,28 m                                                   |
| Flügelfläche          | 30,66 m² (330 ft²)                                       |
| Profil                | symmetrisch                                              |
| Flügelstreckung       |                                                          |
| Leermasse             | 4173 kg                                                  |
| Startmasse            | 5443 kg                                                  |
| Tankinhalt            | 1364 l (300 Imp.gal.)                                    |
| Höchstgeschwindigkeit | 649 km/h                                                 |
| Dienstgipfelhöhe      |                                                          |
| Reichweite            |                                                          |
| Triebwerke            | 1 × Rolls-Royce Derwent Mk. 8 Turbojet, 16 kN (3600 lbf) |